# Oligosoma polychroma
Espèce
Synonymes
- Leiolopisma nigriplanatre polychroma Patterson & Daugherty, 1990
- Oligosoma nigriplanatre polychroma (Patterson & Daugherty, 1990)

Oligosoma polychroma est une espèce de sauriens de la famille des Scincidae.

## Répartition
Cette espèce est endémique de Nouvelle-Zélande. Elle se rencontre sur l'île du Nord et l'île du Sud.

## Publication originale
- (en) Patterson & Daugherty, 1990 : Four new species and one new subspecies of skinks, genus Leiolopisma (Reptilia: Lacertilia: Scincidae) from New Zealand. Journal of the Royal Society of New Zealand, vol. 20, no 1, p. 65-84+252.